# NGC 2666
NGC 2666 ist die Bezeichnung für einen offenen Sternhaufen im Sternbild Lynx. Das Objekt wurde am 19. März 1828 von John Herschel entdeckt.